# Neoanathamna
Neoanathamna är ett släkte av fjärilar. Neoanathamna ingår i familjen vecklare.
Kladogram enligt Catalogue of Life:
| Neoanathamna | \| \| Neoanathamna cerinus \| \| \| \| \| \| Neoanathamna negligens \| \| \| \| \| \| Neoanathamna pallens \| \| \| \| |
|              | \| \| Neoanathamna cerinus \| \| \| \| \| \| Neoanathamna negligens \| \| \| \| \| \| Neoanathamna pallens \| \| \| \| |
|              | Neoanathamna cerinus                                                                                                   |
|              | |
|              | Neoanathamna negligens                                                                                                 |
|              | |
|              | Neoanathamna pallens                                                                                                   |
|              | |